# Thermocyclops mongolicus
Thermocyclops mongolicus – gatunek widłonoga z rodziny Cyclopidae. Nazwa naukowa tego gatunku skorupiaków została opublikowana w 1937 roku przez niemieckiego zoologa Friedricha Kiefera.